# Sólo para locos
Sólo para locos es el título del primer álbum de estudio del solista catalán Marc Parrot, publicado por Warner Music en 1993.
Compuesto y pre-producido por el propio Marc Parrot fue finalmente grabado en los estudios entre el estudio del artista en Barcelona y los estudios Eastcote de Londres con producción final de Zeus B. Held. Este primer trabajo en solitario sentará las bases de una forma de trabajar y de hacer música que será una pauta a lo largo de su carrera. El álbum recibió muy buenas críticas y tuvo relativo éxito en los canales comerciales, especialmente el primer sencillo: "Aburrido de esperar", segunda canción del disco. El director de cine Julio Medem incluyó esta canción en su película Tierra.

## Lista de canciones
1. Que haga sol o que llueva
2. Aburrido de esperar
3. Que el cielo me mande relámpagos
4. Quiero ser silvestre
5. Sólo para locos
6. Me busco
7. Tomo el sol
8. Me dedico a la magia
9. Soy tu espía
10. Aunque me esfuerzo

- Datos: Q5474116